# Swiss Life
Swiss Life — швейцарская компания, специализирующаяся на страховании жизни и пенсионном страховании. Штаб-квартира компании находится в Цюрихе, Швейцария. Основными рынками являются Швейцария, Франция и Германия.

## История
Компания была основана в 1857 году под названием Schweizerische Rentenanstalt. В 1866 году было открыто отделение в Германии, в 1898 году — во Франции, в 1901 году — в Нидерландах, в 1955 году — в Бельгии. Затем последовали дочерние компании в Великобритании (1967 год), Испании (1975 год), Люксембурге (1985 год) и Италии (1987 год). В 1988 году была куплена лозаннская компания La Suisse. В 1997 году компания была реорганизована в публичную, её акции были размещены на Швейцарской фондовой бирже (до этого это была взаимная страховая компания). С 1999 по 2001 год было поглощено несколько компаний, и в 2002 году был создан холдинг Swiss Life, занявший место Rentenanstalt на бирже. Затем группа свернула деятельность в ряде стран: Великобритании, Испании, Италии, Бельгии и Нидерландах. В 2008 году была куплена немецкая компания AWD Group, в 2018 году — Fincentrum с операциями в Чехии и Словакии.

## Собственники и руководство
С 2002 года акции Swiss Life котируются на Швейцарской фондовой бирже. Крупнейшими акционерами являются BlackRock (5,28 % акций) и UBS (3,09 %).
- Рольф Дериг (Rolf Dörig, род. в 1957 году) — председатель совета директоров с 2009 года, в компании с 2002 года, с 1986 по 2002 год работал в Credit Suisse. Также является председателем Швейцарской ассоциации страховщиков.
- Патрик Фрост (Patrick Frost, род. в 1968 году) — главный исполнительный директор с 2014 года, в компании с 2006 года. Также член совета директоров Roche Holding[2].

## Деятельность
Выручка группы за 2020 год составила 21,7 млрд швейцарских франков, из них 14,6 млрд принесли страховые премии, 4 млрд — инвестиционный доход, 1,6 млрд — комиссионный доход; страховые выплаты составили 14,9 млрд франков. Активы на конец года составили 237,5 млрд франков, большая их часть вложена в облигации.
Основные подразделения:
- Швейцария — выручка 13,7 млрд франков.
- Франция — выручка 4,6 млрд франков.
- Германия — выручка 2,4 млрд франков.
- Другие страны — Австрия, Чехия (Fincentrum), Словакия, Великобритания (Chase de Vere), а также международные операции с центрами в Люксембурге, Лихтенштейне и Сингапуре; выручка 373 млн франков.
- Управление активами — выручка 1,1 млрд франков, активы под управлением 269,7 млрд франков[2].

Дочерние компании группы имеются в Швейцарии, Франции, Германии, Лихтенштейне, Люксембурге, Великобритании, Австрии, Бельгии, Каймановых островах, Чехии, Сингапуре, Словакии.
| Год                 | 2005  | 2006  | 2007  | 2008  | 2009  | 2010  | 2011  | 2012  | 2013  | 2014  | 2015  | 2016  | 2017  | 2018  | 2019  | 2020  |
| ------------------- | ----- | ----- | ----- | ----- | ----- | ----- | ----- | ----- | ----- | ----- | ----- | ----- | ----- | ----- | ----- | ----- |
| Оборот              | 21,54 | 21,53 | 18,98 | 15,21 | 17,82 | 17,84 | 17,29 | 19,08 | 19,46 | 20,47 | 20,56 | 19,71 | 18,77 | 20,06 | 24,32 | 21,73 |
| Чистая прибыль      | 0,874 | 0,954 | 1,368 | 0,345 | 0,277 | 0,560 | 0,606 | 0,093 | 0,784 | 0,818 | 0,878 | 0,926 | 1,013 | 1,080 | 1,205 | 1,051 |
| Активы              | 177,6 | 187,0 | 179,8 | 134,8 | 143,9 | 147,2 | 151,9 | 163,4 | 170,5 | 192,9 | 189,3 | 199,7 | 212,8 | 213,0 | 228,1 | 237,5 |
| Собственный капитал | 7,953 | 7,851 | 7,334 | 6,652 | 7,245 | 7,437 | 9,162 | 10,29 | 9,018 | 12,83 | 12,26 | 13,74 | 15,58 | 15,03 | 16,44 | 17,26 |